# Milan Martić
Milan Martić (Martići pokraj Knina, 18. studenoga 1954.), srpski ratni zločinac, nekadašnji ministar unutarnjih poslova i 3. predsjednik nepriznate tzv. Republike Srpske Krajine.
Godine 2007. na Međunarodnom sudu za ratne zločine počinjene na području bivše Jugoslavije osuđen je na 35 godina zatvora, po 16 točaka optužnice za djela koja uključuju progone, ubojstva, mučenje, deportaciju, napade na civile, bezobzirno razaranje civilnih područja i druge zločine protiv čovječnosti i kršenja ratnih zakona i običaja.
Bio je jedan od glavnih vođa pobune Srba u Hrvatskoj u Domovinskom ratu te stariji pobunjenički zapovjednik srpskih snaga u Hrvatskoj za vrijeme Domovinskoga rata. Kada je 1990., nakon prvih demokratskih izbora izabran HDZ na čelu s Franjom Tuđmanom, bio je načelnik kninske milicije. Martić postaje zapovjednikom svim policijskim postajama koje su otkazale poslušnost hrvatskoj vlasti. U ljeto iste godine tadašnja Vlada RH donijela je zapovijed o razoružanju rezervnog sastava milicije na tlu Hrvatske. Kninska milicija na čelu s Martićem oglušila se na taj poziv, odmetnula od Vlade RH i u suradnji s tadašnjim načelnikom općine Knin i Zajednice općina sjeverne Dalmacije i Like Milanom Babićem proglasila ratno stanje i postavila barikade na svim cestama oko Knina, koje su čuvali pobunjenički ekstremisti koje je sama milicija naoružala, te su tako ta područja postala izvan dosega legitimne novoizabrane hrvatske vlasti. Taj je događaj poznat kao Balvan revolucija i zbio se 17. kolovoza 1990. Nakon otkazivanja poslušnosti Vladi RH, skupa sa svojim pristašama formirao je kninsku miliciju koja je naoružavala srpske pobunjenike, sudjelovala u terorističkim napadima na hrvatske redarstvenike (posebno na Uskrs 1991.) i koja je postala temelj za osnivanje Srpske vojske Krajine. Također surađuje i s Ratkom Mladićem, kasnijim zapovjednikom vojske bosanskih Srba, koji je u to vrijeme bio na čelu garnizona JNA u Kninu.  Nakon oslobađanja zapadne Slavonije za odmazdu naredio je raketiranje Zagreba, u kojem je poginulo 7 civila, i time se osobno pohvalio pred kamerama Radiotelevizije Srbije što je kasnije poslužilo kao glavni dokaz tužiteljstva za ratni zločin. Osim Zagreba, odgovoran je i za raketiranje Karlovca i Jastrebarskog. 
Od 19. prosinca 1990. do 26. siječnja 1994. je ministar unutarnjih poslova SAO Krajine/Republike Srpske Krajine, a od 26. siječnja 1994. do 7. kolovoza 1995. 3. predsjednik te paradržave osnovane na dijelu teritorija Republike Hrvatske. 
Nakon vojno-redarstvene operacije Oluje, u kojoj su hrvatska vojska i policija oslobodile okupirana područja pod nadzorom pobunjenih Srba, pobjegao je iz Hrvatske i većinu se vremena od ruke pravde skrivao u dijelu BiH koji su držali Srbi (Republici Srpskoj). 
Nakon neuspjeha protuudarne operacije Vaganj '95., potpisao je dokument nadnevka 4. rujna 1995., koji je klasificiran kao "vojna tajna" i "strogo povjerljivo", kojim je predviđeno osnivanje vojne formacije t.zv. Oslobodilačke vojske RSK, čija je zadaća bila obnova propalog i neuspjelog velikosrpskog projekta tzv. RSK.
Istog je dana naredio organiziranu (u skladu s ranije pripremljenim i uvježbavanim planom) evakuaciju stanovništva iz dijelova RSK u Dalmaciji i Lici, na područje pod kontrolom Srba u Bosni i Hercegovini. Mnogo vojnika Srpske Vojske Krajine je saznavši za tu zapovijed skinulo uniforme i pridružilo se svojim obiteljima u bijegu, što je pridonijelo slomu otpora vojnih snaga RSK.
Predao se Haagu 15. svibnja 2002., ali nakon što su ga srbijanske vlasti bile prisiljene izručiti.
Bio je optužen u 19 točaka za zločine protiv čovječnosti i kršenje običaja i zakona ratovanja.
U optužnici je glasilo, da je on, od kolovoza 1991. do kolovoza 1995. kao sudionik udruženog zločinačkog pothvata planirao, zapovijedio i poticao progone, istrebljenje, ubojstva, zatvaranja, mučenja, deportacije, bezobzirna razaranja i pljačke na području Republike Hrvatske i BiH.
Nakon sudskog procesa koji je trajao par godina (suđenje je počelo 2005.), Raspravno vijeće Haaškog suda nepravomoćno ga je prvostupanjskom presudom 12. lipnja 2007. osudilo zbog ratnog zločina nad nesrpskim civilima u Hrvatskoj na 35 godina zatvora. Tužiteljstvo je tražilo doživotni zatvor.
Dne 8. studenoga 2008. godine je drugostupanjskom presudom potvrđena u cijelosti prvostupanjska presuda. Upućen je na izdržavanje zatvorske kazne u Estoniju.